# Telefe
Televisión Federal S.A. (Telefe) – argentyński kanał telewizyjny, założony w 1989 roku. Wcześniej, jako przedsiębiorstwo prywatne, rozpoczął nadawanie w 1961 roku pod nazwą LS84 TV Canal 11. Jest to czołowy kanał w Argentynie, którego siedziba główna znajduje się w Buenos Aires.

## Telenowele
- Dziki księżyc
- Kachorra to ja
- Młodzieńcza miłość
- Sekret Laury
- Serca na rozdrożu
- Zbuntowany anioł
- Graduados